# Розетта (печенье)
Розетты (англ. rosettes) — тонкое печенье скандинавского происхождения, обжаренное во фритюре. Его обычно изготавливают во время Рождества. Розетты делают с помощью специальных фигурных форм, которые нагревают до очень высокой температуры в масле, затем окунают в жидкое тесто и снова помещают в горячее масло до образования хрустящей корочки. После — форму немедленно вынимают и отделяют печенье. Края розетт, как правило, посыпают сахарной пудрой.
Финны заимствовали рецепт этого печенья у норвежцев и подают его на праздник Ваппу, как альтернативу tippaleipä.

Розетты также являются традиционной выпечкой в Турции, где они известны как demir tatlısı. Это печенье делают в Иране (там оно называются nan panjara) и Мексике, где получило название Buñuelos.

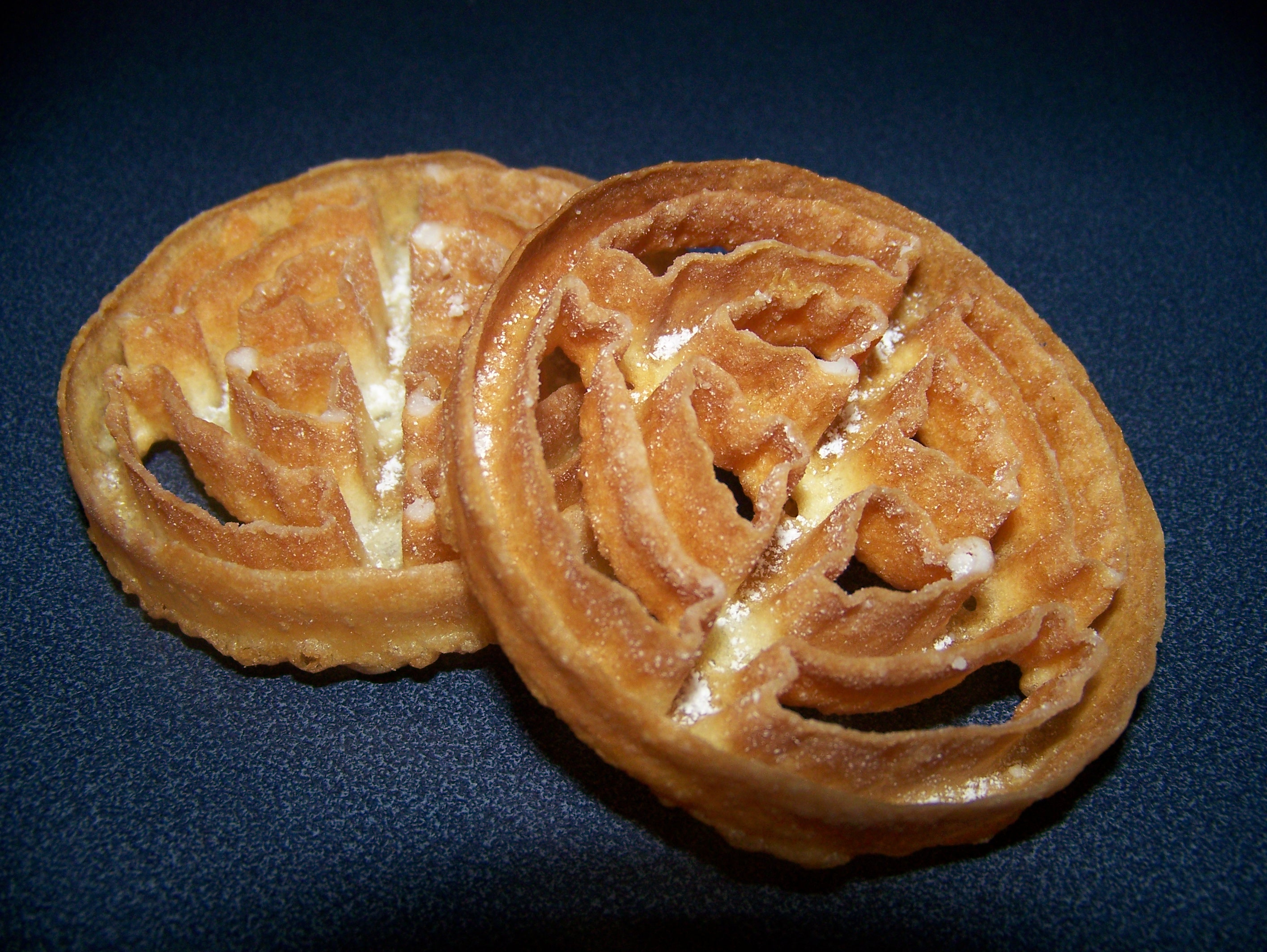
Две розетты, сделанные в домашних условиях